# Royale Marocaine d'Assurance
Fondée en 1949, RMA (Royale Marocaine d’Assurance) est l’une des principales compagnies d’assurance et de réassurance au Maroc. Filiale du groupe O Capital, elle joue un rôle stratégique dans le développement du marché de l’assurance et de la réassurance au niveau national. 
RMA ou Royale Marocaine d'Assurance est une compagnie d'assurances et de réassurance marocaine. Elle est le fruit de la fusion en 2004 de deux compagnies d'assurance différentes, RMA et Al Watanya. 
Son siège se trouve à Casablanca.

## Histoire

### Assurance RMA
La Royale Marocaine d'Assurances est créée en 1949.
En 1985, face à une politique d'épuration des compagnies d'assurances frauduleuses, le ministère des finances exige un plan de redressement public à plusieurs d'entre elles, dont la Royale marocaine des assurances. 
Cette dernière s'y soumet, son plan de redressement est validé l'année suivante et bénéficie alors d'une aide de l'État.
En 1988, Othman Benjelloun rachète la Royale Marocaine d'Assurances (RMA).

### Al Wataniya
En 1998, Othman Benjelloun achète la compagnie d'assurances Al Wataniya pour 300 millions €. 
En janvier 2001, Al Wataniya absorbe l'Alliance Africaine. En 2003, Sébastien Castro est nommé président-directeur général de la Royale marocaine d'assurances. 

### Fusion
En 2004, Othman Benjelloun fusionne ses deux compagnies d'assurances, RMA et Al Watanya pour former RMA Watanya.
En septembre 2016, RMA Watanya est renommé RMA. 
En 2017, la RMA réalise un chiffre d’affaires de 6,2 milliards de DH, en hausse de 6,2% par rapport à l'année précédente.